# Grupo Renascença Multimédia
O Grupo Renascença Multimédia exerce a sua atividade na área da comunicação social em Portugal, através de um conjunto de três rádios a emitir em FM, onda média e online, Renascença, RFM e Mega Hits, webrádios, RFM Clubbing, 80’s RFM e Oceano Pacífico, webtvs, Renascença V+ e RFM Vi, aplicações móveis para os sistemas operativos IOS e Android e nos automóveis atráves de Apple carplay e Android auto.

## Natureza
O Grupo Renascença Multimédia é privado e independente de quaisquer poderes políticos, económicos ou sociais, inspirando a sua atividade no Humanismo Cristão.

## Propriedade
É detido em sociedade pelo Patriarcado de Lisboa e pela Conferência Episcopal Portuguesa.
O Conselho de Gerência é presidido pelo cónego Paulo Franco e tem como administradores José Luís Ramos Pinheiro e Ana Lia Martins Braga, assim como a administradora da Intervoz, Renata Silva.

## Outros serviços
O Grupo oferece também um conjunto alargado de serviços que incluem comercialização, através da empresa Intervoz, e marketing, eventos, entretenimento e formação e responsabilidade social, através da Genius Y Meios.

## Ligações internacionais
O grupo está ligado a associações de rádio nacionais e europeias e ao longo da sua história tem ajudado na criação de emissores e na formação de técnicos em vários países dos PALOP, como Guiné, Cabo Verde, S. Tomé e Príncipe, Angola, Moçambique e Timor.

## Origem do grupo
Na origem do Grupo Renascença Multimédia está a Renascença, rádio criada em 1937. Designada como Emissora Católica Portuguesa marcou várias gerações, sendo reconhecida como escola de formação para muitos profissionais na área do jornalismo e da comunicação. Hoje a Renascença é uma referência no panorama da comunicação em Portugal, tendo sido o primeiro órgão de comunicação privado a ser condecorado, pelo Presidente da República Portuguesa, com a Ordem de Mérito.  

## Novas instalações
As novas instalações do grupo, inauguradas, em 2016, pelo Presidente da República Marcelo Rebelo de Sousa, situam-se na Quinta do Bom Pastor.